# Vilanci
 Vilanci  falu Horvátországban Krapina-Zagorje megyében. Közigazgatásilag Veliko Trgovišćéhez tartozik.

## Fekvése
Zágrábtól 32 km-re északra, községközpontjától  8 km-re északnyugatra Horvát Zagorje területén és a megye délnyugati részén fekszik.

## Története
A településnek 1857-ben 133, 1910-ben 160 lakosa volt. Trianonig Varasd vármegye Klanjeci járásához tartozott.  2001-ben 126 lakosa volt.

## Külső hivatkozások
- Veliko Trgovišće község hivatalos oldala
- A plébánia honlapja